# Dongxiang (Fuzhou)
Dongxiang (chinesisch 东乡区, Pinyin Dōngxiāng Qū) ist ein Stadtbezirk im Nordosten der chinesischen Provinz Jiangxi. Er gehört zum Verwaltungsgebiet der bezirksfreien Stadt Fuzhou. Der Kreis hat eine Fläche von 1.262 Quadratkilometern und zählte im Jahre 2017 eine Gesamtbevölkerung von 480.000 Einwohnern. Im Stadtgebiet leben 220.000 Einwohner.
Die Bevölkerungszählung des Jahres 2000 hatte beim damaligen Kreis Dongxiang eine Gesamtbevölkerung von 383.069 Personen in 96.158 Haushalten ergeben, davon 201.186 Männer und 181.883 Frauen.
Dongxiang grenzt an Yugan im Norden, Yujiang im Osten, Jinxi im Süden, Linchuan und Jinxian im Westen. Es umfasst ein Gebiet im Osten des Hügellandes von Jiangxi und in der Ebene des Poyang-Sees. Das Relief fällt leicht von nordöstlicher in südwestliche Richtung ab und ist von sanften Hügeln geprägt. Der höchste Punkt ist der 498 Meter hohe Jinfeng Ling (金峰岭).
Dongxiang verfügt über Vorkommen von Gold, Kupfer, Blei, Zink, Zinn und Ton. Es werden Nassreis, Zuckerrohr, Gemüse, Zitrusfrüchte, Tee, Erdnüsse und Camellia oleifera angebaut. Wichtige Wirtschaftszweige sind die Verarbeitung landwirtschaftlicher Produkte, vor allem Zuckerherstellung, Pharmazie, Maschinenbau, Metallurgie, Baugewerbe, Chemie, Keramikherstellung, Wollspinnerei und Seidenhaspelei.
Dongxiang liegt an der Eisenbahnstrecke Shanghai-Kunming. Die Autobahnen Shanghai–Kunming (G60), die Nationalstraße 307 und die Provinzstraße 208 führen durch Dongxiang.
Zu den Sehenswürdigkeiten Dongxiangs zählen das Wohnhaus von An Shi (安石故居), das Gebiet Longshanshi Shui (龙山师水) und der Qinghu-Tempel.

## Administrative Gliederung
Dongxiang wurde als Kreis im Jahre 1512 eingerichtet. Am 6. März 2017 wurde es in einen Stadtbezirk umgewandelt.
Auf Gemeindeebene setzt sich der Stadtbezirk aus einem Straßenviertel, neun Großgemeinden und vier Gemeinden und einigen direkt dem Stadtbezirk unterstellten staatlichen Wirtschaftseinheiten zusammen. Diese sind:
- Straßenviertel Jinfeng (金峰街道)
- Großgemeinden Xiaogang (孝岗镇), Xiaohuang (小璜镇), Weishangqiao (圩上桥镇), Maxu (马圩镇), Zhanxu (詹圩镇), Gangshangji (岗上积镇), Yangqiaodian (杨桥殿镇), Lixu (黎圩镇), Wangqiao (王桥镇)
- Gemeinde Pogan (珀玕乡), Dengjia (邓家乡), Huwei (虎圩乡), Yaowei (瑶圩乡)
- Landgewinnungsgebiet Roter Stern (红星垦殖场), Landgewinnungsgebiet Rotes Licht (红光垦殖场), Landgewinnungsgebiet Rotes Leuchten (红亮垦殖场), Gankang-Waldgebiet (甘坑生态林场), Phosphatwerk Jiangxi (江西磷肥厂), Industriegebiet Dongxiang (东乡县经济开发区)[6]

Der Regierungssitz des Stadtbezirks ist die Großgemeinde Xiaogang (孝岗镇).